# Lilly Bruck
Lilly Bruck (* 13. Mai 1913 als Elise Hahn in Wien; † 24. Oktober 2020) war eine österreichisch-US-amerikanische Sozialpädagogin.

## Leben
Bruck studierte an der Hochschule für Welthandel Wien und wurde 1935 mit einer Arbeit über die Konjunktur-Empfindlichkeit des Kaffee-Verbrauches promoviert. Nach 1938 studierte sie weiter an der London School of Economics sowie an der Sorbonne. Im Jahr 1941 konnte sie in die Vereinigten Staaten emigrieren, wo sie von 1941 bis 1942 an der Business School der Columbia University studierte. Sie war als Privatsekretärin ihres späteren Ehemanns und als Angestellte bei Macy’s und General Foods tätig. Zwischen 1969 und 1987 war sie in New York City im Bereich der Konsumentenbildung tätig, teilweise unter Bess Myerson. Bruck war eine Pionierin für die Rechte von Menschen mit Behinderungen.
Sie war dreimal verheiratet, ab 1943 mit Sandor Bruck, ab 1985 mit David L. Lieb und ab 1998 mit dem Anwalt Charles Port.

## Schriften
- Access. The Guide to a better Life for Disabled Americans. 1977.